# Tarik Glenn
Tarik Glenn (25 de maio de 1976, Cleveland, Ohio) é um ex-jogador profissional de futebol americano que atuava como offensive tackle que jogou pelo Indianapolis Colts na National Football League entre 1997 e 2006.